# 카와무라 카오리
가와무라 가오리(일본어: 川村カオリ, 1971년 1월 23일 ~ 2009년 7월 28일)는 일본의 가수이다. 가오리는 모스크바에서 태어났다. 그녀의 아버지는 일본인이주자였고, 어머니는 러시아인이었다. 1988년 쓰지 히토나리가 제작한 싱글 《ZOO》로 데뷔한다.
2004년 유방암이 발견되어 수술과 치료를 마치고 음악 활동을 재개했다.
2009년 7월 1일, 자신의 블로그를 통해 암이 재발한 것을 알렸고 치료 중이었지만 7월 28일 사망했다.